# Meadow Glade (Washington)
Meadow Glade  est une census-designated place américaine de l'État de Washington dans le comté de Clark. 
La population était de 2 541 habitants en 2010.